# Ängelsberg
Ängelsberg [a] (PRONÚNCIAⓘ) ou Angelsberga [b] é uma pequena localidade sueca  da província histórica da Västmanland, na região histórica da Svealand no centro do país.
Está situada na região mineira de Bergslagen, e localizada a noroeste da cidade de Västerås

Pertence ao município de Fagersta, no condado da Västmanland.

Possui 0,86 quilômetros quadrados e de acordo com o censo de 2020, havia 109 habitantes.

Está situada na margem oriental do lago Åmänningen, a 13 quilômetros a leste da cidade de Fagersta.  A povoação cresceu ao redor duma pequena estação ferroviária, e conta com casas de madeira tradicionais, com ameias e torreões.

Nas cercanias estão localizadas as Forjas de Engelsberg, património da UNESCO.

## Etimologia e uso
O topônimo Ängelsberg deriva das palavras Ænglika (nome próprio baixo-alemão; presumível fundador ou antigo proprietário) e benning (edifício de fábrica de fundição).
A localidade está mencionada como Ænglikobygning, em 1399, e como Engelsbärg ou Englikbenning, em 1754. Finalmente em 1963, o nome oficial foi mudado de Englikbenning till Ängelsberg no registo oficial. 

## Galeria

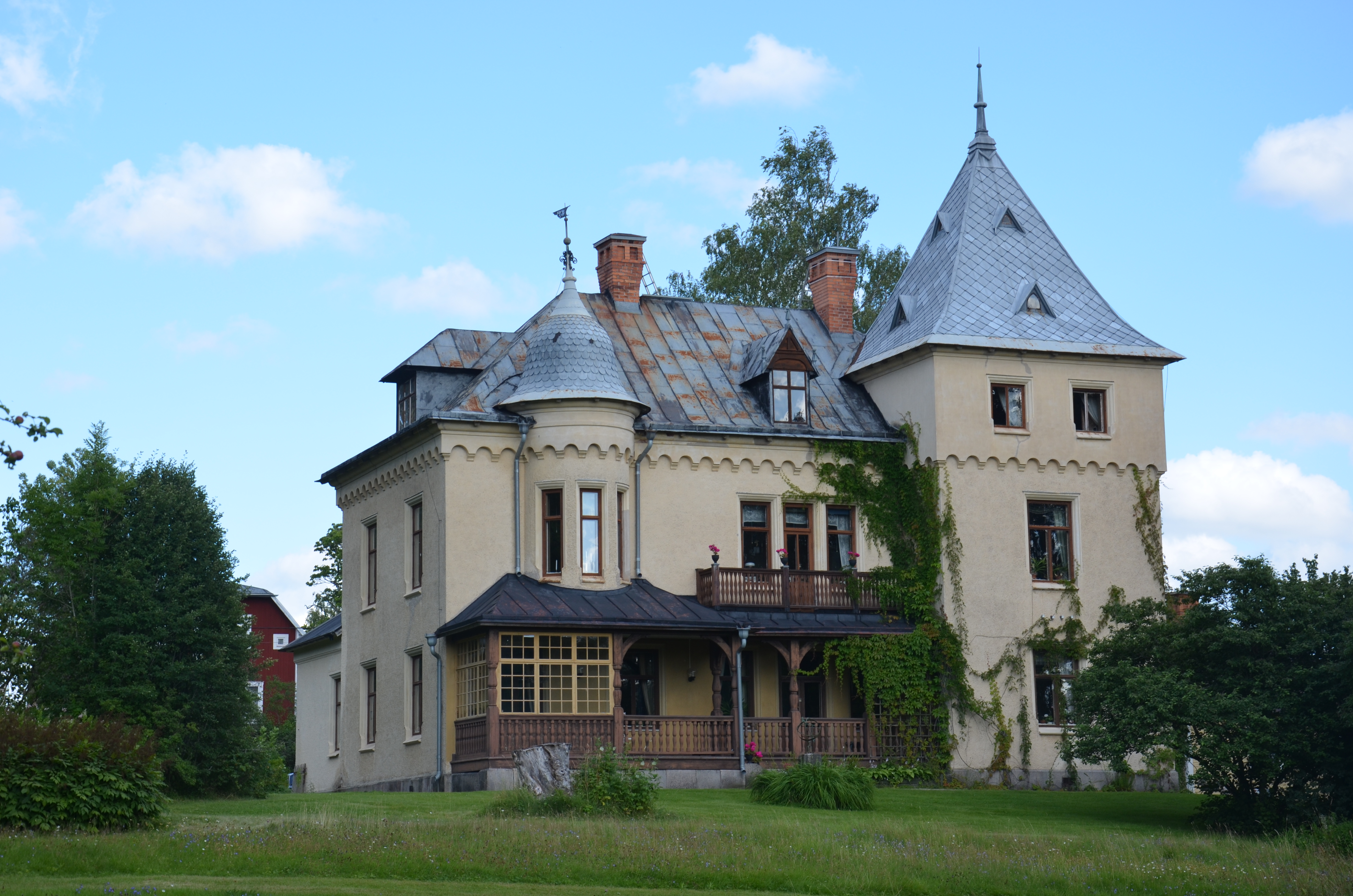
Odensnäs
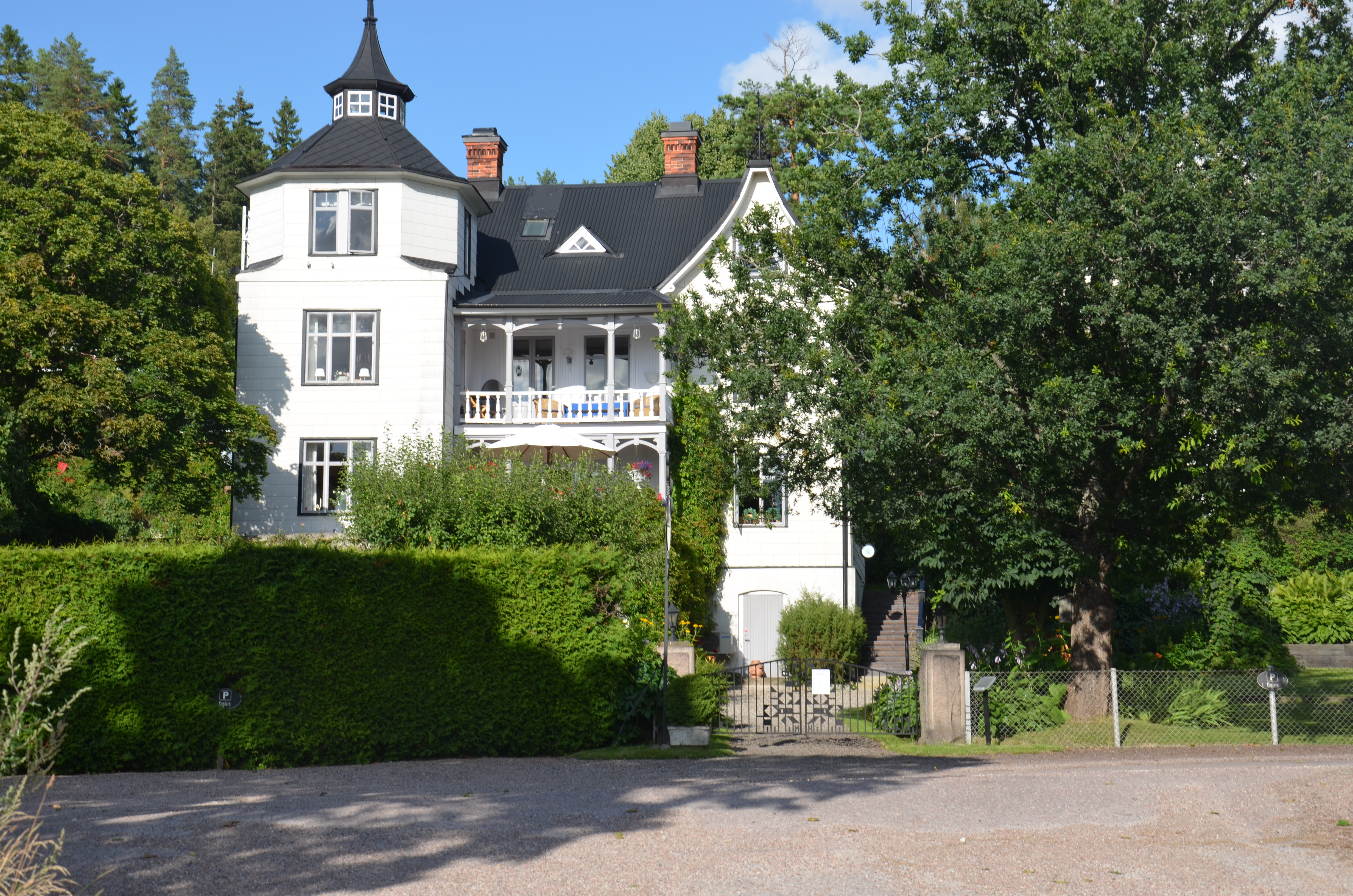
Pensão